# Dedé Mamata
Dedé Mamata es una película dramática brasileña de 1987, dirigida por Rodolfo Brandão.

## Sinopsis
La película habla sobre la alienación durante la época de la dictadura militar en Brasil. Dedé pertenece a una familia muy politizada. Mientras sus abuelos tienen una visión anarquista del mundo, sus padres se han acercado al comunismo. Ha crecido en permanente huida, entre constantes desplazamientos derivados de la persecución del gobierno. No tiene miedo a la represión y su labor de resistencia es desinteresada. Cuando su padre es víctima de una emboscada militar, la familia sufre su pérdida y Dedé busca superar su juventud. Su vida, sin embargo, se complica cuando, durante la década de 1970 comienza a consumir cocaína y trafica con drogas.

## Reparto
- Guilherme Fontes .... Dedé Mamata
- Malu Mader .... Lena
- Marcos Palmeira .... Alpino
- Luiz Fernando Guimarães .... Compadre
- Paulo Porto .... Abuelo
- Iara Jamra .... Ritinha
- Paulo Betti .... Pai
- Nathalia Timberg .... Abuela
- Geraldo Del Rey .... Carlos Marighella
- Tonico Pereira .... Dirigente comunista
- Luiz João .... Dedé Mamata (criança)
- Thaís de Campos .... Abuelo (joven)
- Antônio Pitanga .... Policía
- Thelma Reston .... Madre de Lena
- Guará Rodrigues .... Barbudo
- Lisandra Souto ... Sylvia
- Everardo Rocha .... Profesor

## Curiosidades
- La película fue un marco de los años 80 y causó gran impacto cuando exhibido en los cines.
- Fue uno de las raras películas brasileñas a participar de la muestra competitiva del Festival de Venecia.